# نگهبانان شیردل
نگهبانان شیردل یک مجموعه تلویزیونی کانادایی-آمریکایی انیمیشنی است که توسط فورد رایلی و بر اساس انیمیشن سینمایی شیرشاه ۱۹۹۴ طراحی شده. این مجموعه برای اولین بار در پخش یک فیلم تلویزیونی با عنوان نگهبانان شیردل: بازگشت غرش در کانال دیزنی در نوامبر ۲۲، ۲۰۱۵ پخش شد و به عنوان یک سریال تلویزیونی در ژانویه ۱۵، ۲۰۱۶ در Disney Junior و کانال دیزنی شروع به پخش شد. این دومین مجموعه تلویزیونی بر اساس شیرشاه است. اولین مجموعه تیمون و پومبا بود.

## شخصیت‌ها
کایان - یک بچه شیر که پسر سیمبا و نالا و موفاسا و برادر کیارا است. شاهزاده کوچک سرزمین افتخار و رهبر نگهبانان شیردل است.
- پومبا
- اسکار (شیرشاه)
- موفاسا
- کیارا
- فولی یک یوزپلنگ خیلی سریع است.
- بشتی یک اسب آبی خیلی قوی است.
- بانگا یک گورکن عسل خوار بسیار شجاع است.
- اونو یک پرنده بسیار دانا است.
- سیمبا پدر کایان است.
- نالا
- آنگا یک پرنده بسیار تیزبین است.

جانجا یک کفتار بدجنس هست که به حیوانات سرزمین افتخار حمله میکند.